# Премия Джерарда Койпера
Премия Джерарда Койпера (англ. Gerard P. Kuiper Prize) — награда Отдела планетарных наук Американского астрономического общества, присуждается ежегодно за выдающиеся достижения в области планетологии. Названа в честь голландско-американского астронома Д. П. Койпера.
Согласно положению о премии, опубликованном на сайте Американского астрономического общества, премия присуждается прежде всего за междисциплинарные исследования Солнечной системы и её объектов, а также других планетных систем и их объектов, за исключением работ, посвящённых исключительно изучению Солнца или Земли. Кандидаты на премию Койпера могут быть любого возраста и национальности, и не должны являться членами Отдела планетарных наук Американского астрономического общества. Премия предназначена, как правило, для живущих в настоящее время учёных, но предусмотрена и посмертная номинация, которая может быть представлена в течение одного года после смерти кандидата. Отдел планетарных наук по своему усмотрению может как присуждать, так и не присуждать премию Койпера в текущем году.
Лауреату премии Койпера предлагается выступить с докладом на тему, выбранную по своему усмотрению, а также опубликовать этот доклад. Лауреат выступает со своим докладом, как правило, на заседании Отдела планетарных наук Американского астрономического общества.

## Лауреаты премии Джерарда Койпера
- 1984: Юджин Шумейкер
- 1985: Фред Уиппл
- 1986: Джордж Уэзерил[англ.]
- 1987: Дональд Хантен
- 1988: Р. Хэнел
- 1989: Джеймс Поллак
- 1990: Виктор Сафронов
- 1991: Э. Андерс[англ.]
- 1992: Петер Голдрайх
- 1993: Джеймс Арнольд
- 1994: Джеймс ван Аллен
- 1995: Майкл Белтон
- 1996: Барни Конрат
- 1997: Ирвин Шапиро
- 1998: Карл Саган
- 1999: А. Делсем[фр.]
- 2000: Конвей Леови[англ.]
- 2001: Брюс Хэпк[англ.]
- 2002: Эберхард Грюн[англ.]
- 2003: Стивен Остро[англ.]
- 2004: Карл Питерс[англ.]
- 2005: Уильям Хаббард
- 2006: Дейл Крукшанк[англ.]
- 2007: Эндрю Ингерсол[англ.]
- 2008: Майкл Ахерн
- 2009: Тобиас Оуэн
- 2010: Джеф Куцци
- 2011: У. Уард[англ.]
- 2012: Darrell Strobel
- 2013: Joseph Veverka[англ.]
- 2014: Peter J. Gierasch
- 2015: Yuk L. Yung[англ.]
- 2016: Stanton J. Peale[англ.]
- 2017: Margaret G. Kivelson[англ.]
- 2018: Julio Ángel Fernández[англ.]
- 2019: Зубер, Мария
- 2020: Wing-Huen Ip[кит.]
- 2021: Therese Encrenaz[1]